# Poklonnajaheuvel

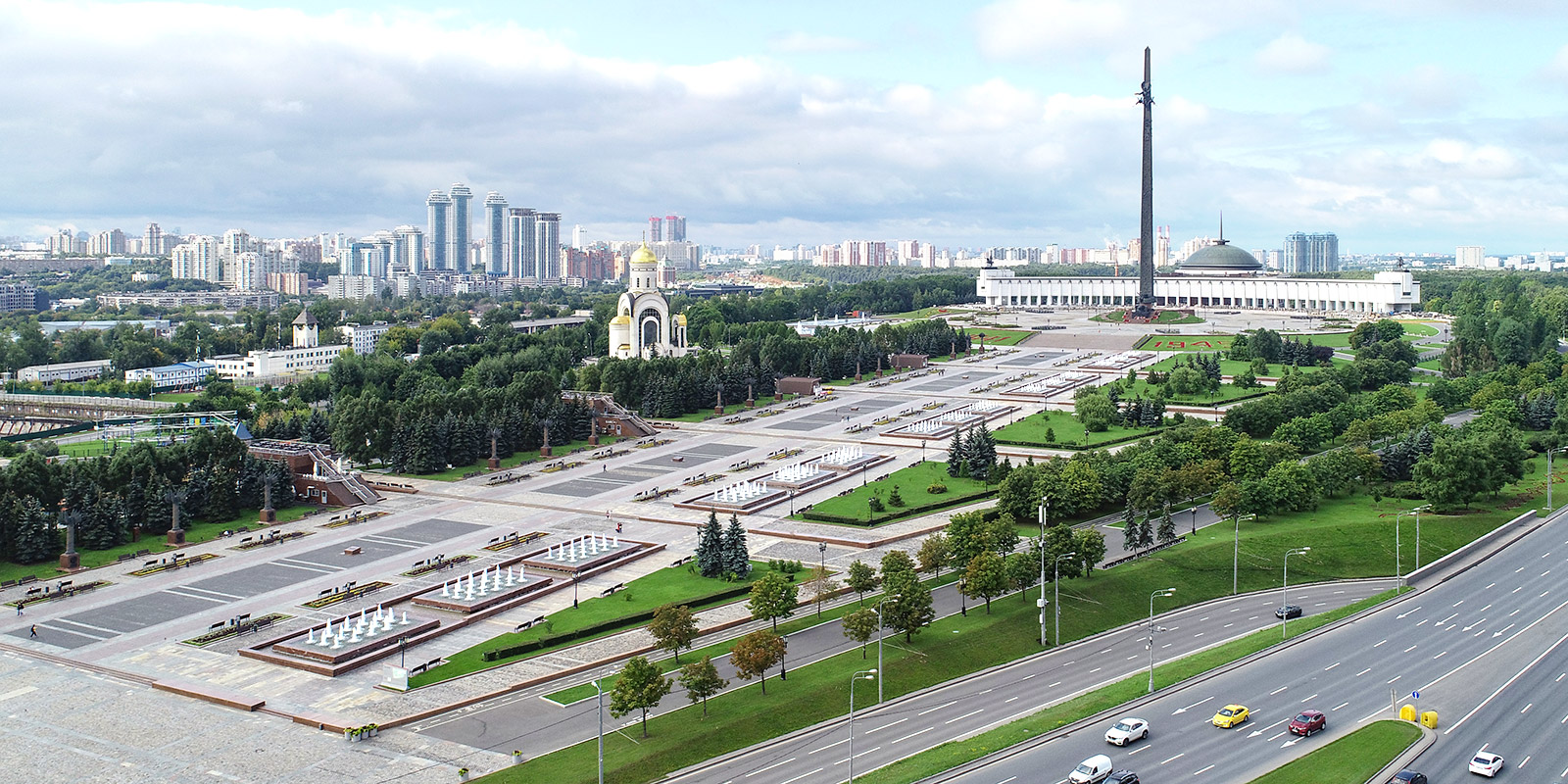
Poklonnajaheuvel

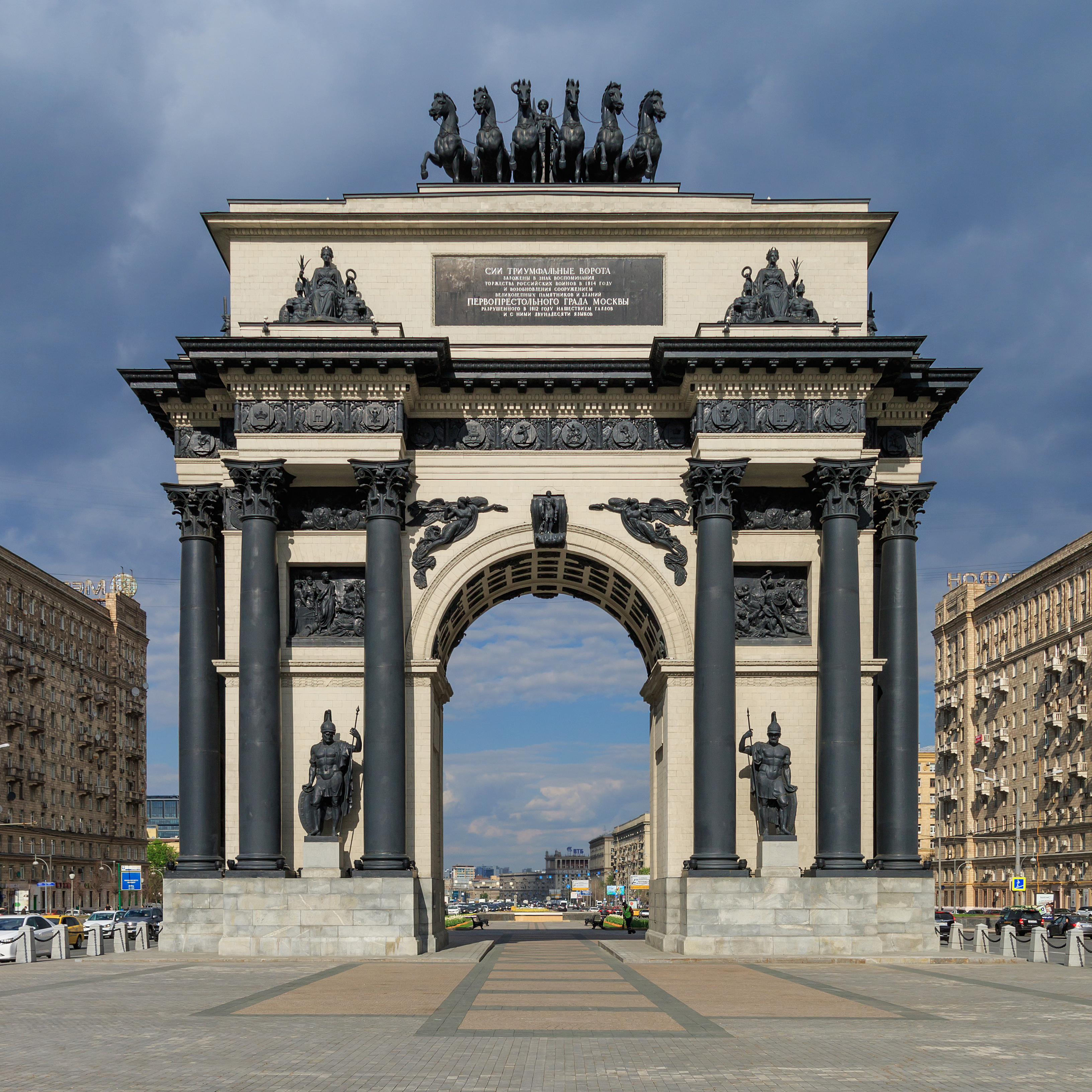
De triomfboog van Joseph Bové

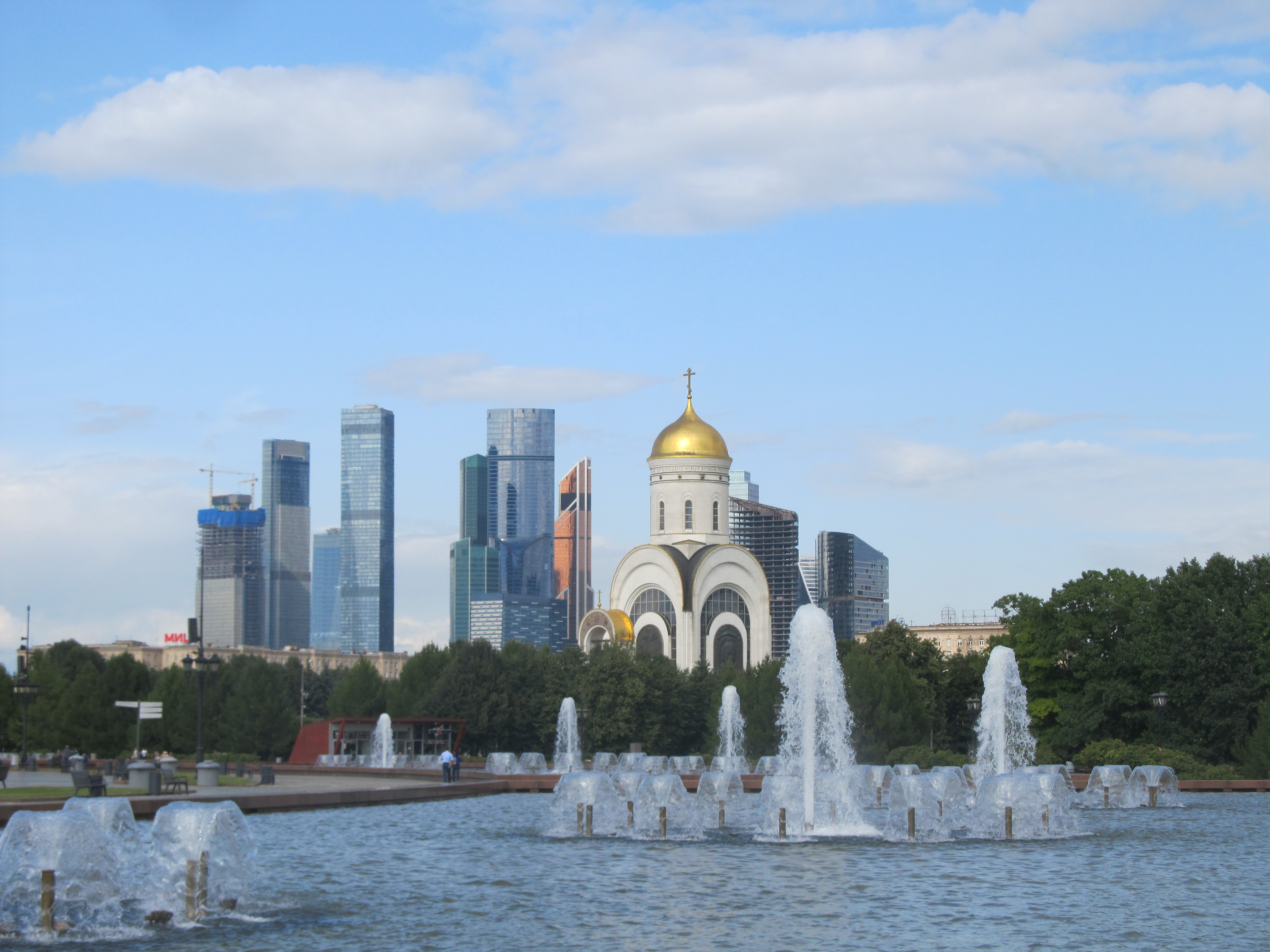
De Sint-Joriskerk met op de achtergrond het internationale zakencentrum van Moskou

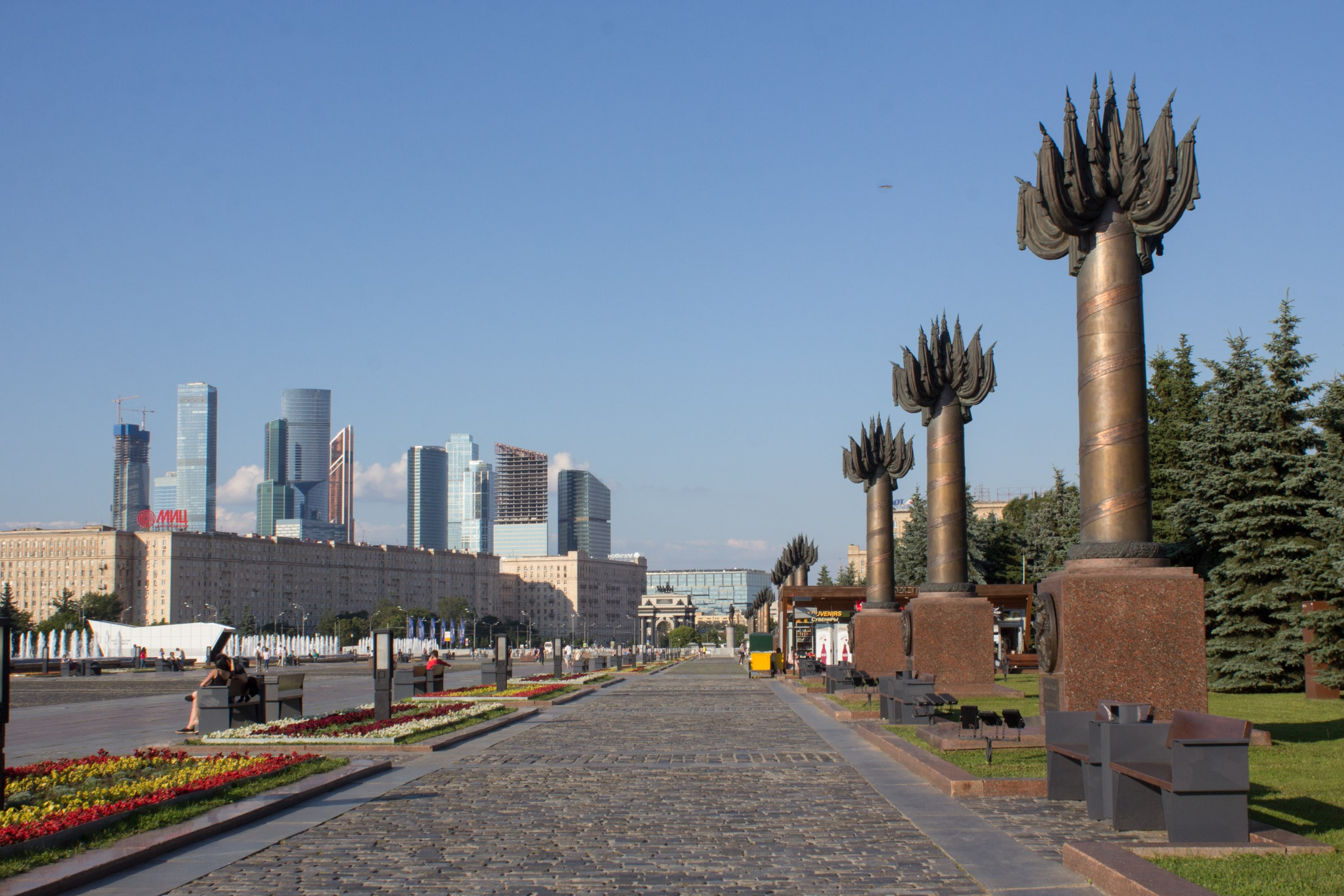
De 15 zuilen door Poetin onthuld in 2005

Poklonnajaheuvel (Russisch: Покло́нная гора́, Poklonnaya gora) was met 171,5 meter een van de hoogste plekken in Moskou. Sinds 1936 maakt het gebied deel uit van Moskou en bevat het nu het Overwinningspark met veel tentoongestelde tanks en andere voertuigen die in de Tweede Wereldoorlog zijn gebruikt.
Historisch gezien was de heuvel van groot strategisch belang. Op de heuvel had men een goed overzicht van de Russische hoofdstad. De heuvel ligt hemelsbreed zo’n 7 kilometer van het Kremlin. De naam is afgeleid van het Russische woord voor "buigen", omdat iedereen die de hoofdstad vanuit het westen naderde, hier eer moest bewijzen. Tijdens de veldtocht van Napoleon naar Rusland in 1812 was het de plek waar Napoleon  wachtte op de capitulatie van tsaar Alexander I, maar het Russische opperbevel gaf zich niet over.
In de jaren zestig van de 20e eeuw besloten de Sovjetautoriteiten het gebied in gebruik te nemen als openluchtmuseum gewijd aan de Russische overwinning op Napoleon. De Nieuwe Triomfboog, opgetrokken in hout in 1814 en in marmer in 1827 naar een ontwerp van Joseph Bové, werd hier in 1968 naar toe verplaatst en gereconstrueerd. Het enorme panorama met het thema de Slag bij Borodino van Franz Roubaud verhuisde in 1962 ook naar de heuvel. In 1973 werd een monument voor veldmaarschalk Michail Koetoezov opgericht, aan hem wordt de overwinning van Rusland op de Grande Armée toegeschreven.
Het Overwinningspark en het Plein van de Overwinnaars zijn belangrijke onderdelen van het openluchtmuseum. In 1987 werd de heuvel afgegraven en in de jaren negentig werd een obelisk toegevoegd. De obelisk is precies 141,8 meter hoog, dat is 10 centimeter voor elke dag van de oorlog. Er kwam ook een standbeeld van Nikè en een beeld van Sint Joris, de drakendoder, van beeldhouwer Zoerab Tsereteli. Een Orthodoxe kerk werd gebouwd in 1993-1995, gevolgd door een moskee en een synagoge ter herinnering aan de holocaust.
Sinds de jaren tachtig kwam hier een museum voor de Sovjetoverwinning in de Grote Vaderlandse Oorlog. Het hoofdgebouw van het museum werd gebouwd tussen 1983 en 1995. Op 9 mei 1995 werd hier de eerste overwinningsparade na het uiteenvallen van de Sovjet-Unie gehouden, met de eerste president van de Russische Federatie Boris Jeltsin. In 2005, ter viering van de 60e verjaardag van het einde van de Tweede Wereldoorlog, onthulde president Vladimir Poetin 15 bronzen zuilen, die de belangrijkste militaire fronten van het Rode Leger tijdens de oorlog symboliseren.
Het park ligt bij het metrostation Park Pobedy.